# ای‌تی‌بی
آندره تانبرگر (آلمانی: [anˈdʁeː ˈtanəbɛʁɡɐ, ãˈdʁeː -]؛ متولد 26 فوریه 1973)، که بیشتر با نام هنری خود ATB شناخته می شود، یک دی جی آلمانی و تهیه کننده موسیقی ترنس است. بر اساس رتبه بندی رسمی DJ جهان که توسط مجله DJ اداره می شود، ATB در سال های 2009  و 2010 رتبه 11 و در سال 2011 رتبه 15 را کسب کرد. در سال 2011، او به عنوان شماره 1 جهان با توجه به "DJ List" رتبه بندی شد. او بیشتر برای تک‌آهنگ‌اش در سال ۱۹۹۸ به نام «۹ عصر (تا زمانی که من بیام)» که یک تک‌آهنگ شماره ۱ در بریتانیا بود، شناخته می‌شود. قلاب این آهنگ بعداً به "دست نکش!" در سال 1999 برای اولین آلبوم خود، Movin' Melodies، به یک موفقیت تبدیل شد.

## حرفه
پس از موفقیت بزرگ در زادگاهش آلمان، Sequential One به تدریج در سایر نقاط اروپا شناخته شد. آلبوم دوم آنها، انرژی صادر شده در آلمان، نیز در هلند، اتریش، سوئیس و مجارستان منتشر شد. با وجود این موفقیت و محبوبیت فزاینده، دو نفر از اعضای پروژه - وودی ون آیدن و مورفا - در سال 1998 آن را ترک کردند. فقط آندره و اولریچ در گروه باقی ماندند. در سال 1999 Sequential One وجود نداشت. اندکی قبل از فروپاشی، آندره موفق شد آخرین تک آهنگ "فرشتگان" و آلبوم تلفیقی Decades را منتشر کند.
در سال 1998، تانبرگر یک پروژه انفرادی به نام ATB را آغاز کرد. اولین آهنگ او تحت این نام "9 PM (Till I Come)" بود که در آلبوم Movin' Melodies گنجانده شد که در سال 1999 در صدر جدول تک آهنگ های بریتانیا قرار گرفت. این آهنگ دارای یک ریف گیتار اسلاید سنتز شده بود که محبوب شد. این صدای گیتار به علامت تجاری موفقیت های اولیه او تبدیل شد. ATB با هر آلبوم به تکامل و تغییر ادامه می دهد. سبک فعلی او شامل آوازها و صداهای متنوع تر، با پیانوهای مکرر است.
علیرغم انتشار چند تک آهنگ دیگر در بریتانیا، یعنی "Don't Stop!" و "قاتل"، او هنوز هم به طور مرتب موسیقی را در زادگاهش آلمان و در سایر نقاط اروپا منتشر می کند، جایی که آهنگ های موفقی مانند "I Don't Wanna Stop" و کاور آهنگ موفق اولیو در سال 1996 "You're Not Alone" را به دست آورده است. ".

## 2000–2001: دو جهان
دو جهان (منتشر شده در سال 2000) دومین آلبوم استودیویی او بود. این یک آلبوم دو دیسک است که بر اساس مفهوم انواع مختلف موسیقی برای حالات مختلف است. عنوان دو سی دی عبارتند از: «دنیای حرکت» و «دنیای آرامش بخش». این آلبوم شامل دو آهنگ با حضور هدر نوا است: "Love Will Find You" و "Feel You Like a River". آهنگ "Let U Go" بر روی دیسک "The World of Movement" با آواز روبرتا کارتر هریسون از گروه پاپ کانادایی Wild Strawberries نمایش داده شد. آهنگ "Enigmatic Encounter" دارای موسیقی از پروژه موسیقی Enigma است.

## زندگي شخصي
در 6 ژوئیه 2018، ATB با همسر دوم خود، لورا گابریلا ازدواج کرد.

## آثار

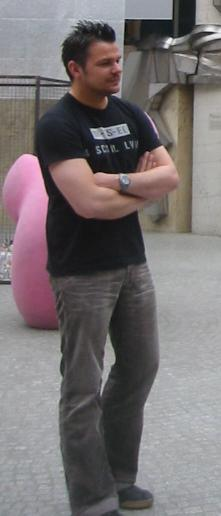
ای تی بی در سال ۲۰۰۴